# Chalé Trindade Peretti
O Chalé Trindade Peretti é um casarão histórico localizado na cidade do Recife, capital do estado brasileiro de Pernambuco. Está situado no Sítio da Trindade, hoje um espaço cultural.

## História
O casarão de número 3259 da Estrada do Arraial, no bairro de Casa Amarela, foi construído no século XIX para ser a residência da família Trindade Peretti. Trata-se de um chalé de porão elevado com 600 metros quadrados de área construída, em um sítio com 6,5 hectares de área verde.
No dia 17 de junho de 1974, o local foi classificado como um conjunto paisagístico e tombado pelo Instituto do Patrimônio Histórico e Artístico Nacional (IPHAN).